# Portdash
Port DASH（ポートダッシュ）は、2010年に結成された日本のダンス&ボーカルユニットである。「春 with P-line-」の名義で活動した後、2014年3月に改名した。

## 概要
別々に活動をしていたボーカリストのHARU、ダンスユニット「P-line-」が、イベントによるコラボをきっかけに「春 with P-line-」を結成した。作詞・作曲をHARUが、振付けや構成をMIYAとSAORIが担当する。

## メンバー
- HARU - ボーカル、リーダー、作詞作曲を担当
- MIYA - ダンサー、ダンス振付を担当
- SAORI - ダンサー、ダンス振付を担当

## ディスコグラフィ

### コンピレーションアルバム
1. 「たまご」（2011年6月22日）
ボーカル HARUがソロで参加。

### ミニアルバム
1. 「DAYS」（2011年12月1日）[1]
春 with P-line-として初のCDアルバム

## CMソング
NBC（日本ブライダルセンター）「ただひとつだけ」